# Catedral Mariamita de Damasco
A Catedral Mariamita de Damasco (em árabe: الكنيسة المريمية, translit. Al-kanīsat al-Maryamiyyah) é a sede da Igreja Ortodoxa de Antioquia, na rua Bab Sharqi, em Damasco, Síria. Sua parte mais antiga, a Igreja de Maria, data do século IV.